# Widukind (monjo)
Widukind (?, ~925 – Corvey, Westfàlia, ~973) fou un monjo i historiador saxó.
Cronista al monestir de Corvey (des del 940), és l'autor de l'obra Rerum gestarum saxonicarum libri tres (957-58), sobre els regnats d'Enric I i d'Otó I (l'obra està adreçada a Matilde, abadessa de Quedlinburg, la filla d'Otó I).
La primera part del llibre parla dels orígens saxons i del regnat d'Enric I, el segon llibre ens explica els deu primers anys del regnat d'Otó I i la tercera part es va anar reelaborant fins al 973, any de la mort d'Otó.